# العلاقات السعودية الفنلندية
العلاقات السعودية الفنلندية هي العلاقات القائمة بين المملكة العربية السعودية وجمهورية فنلندا. في عام 1976م وقع البلدين اتفاقية تعاون اقتصادي وفني بمدينة جدة، ولا تزال هذه الاتفاقية سارية المفعول. جرت مباحثات بين الجانبين في 9 ديسمبر 2001م بمدينة الرياض حول اتفاقية تشجيع وحماية الاستثمار بين الطرفين، وفي 2006م انعقدت جولة مفاوضات أخرى، وكان آخرها في العاصمة هلسنكي في يناير 2007م. كما أنه جرى توقيع مذكرة تفاهم بشأن المشاورات السياسية الثنائية بين وزارة الخارجية في المملكة العربية السعودية ووزارة الخارجية في فنلندا، بمدينة جدة بتاريخ 23/10/2007.

## الزيارات الرسمية بين البلدين
2002م: زار وزير التجارة الخارجية الفنلندي السيد ياري فيلين، في شهر أكتوبر المملكة العربية السعودية، وكان برفقته عدد رجال الأعمال الفنلنديين.
بينما في عام 2007م: زارت رئيسة الجمهورية الفنلندية السيدة تاريا هالونن المملكة، وقامت بتوجية دعوتين رسميتين لكل من الملك عبد الله بن عبد العزيز آل سعود، والأمير سلطان بن عبد العزيز آل سعود ولي العهد نائب رئيس مجلس الوزراء وزير الدفاع  والطيران والمفتش العام آنذاك، لزيارة فنلندا.

## العلاقات الاقتصادية
بلغ حجم التبادل التجاري بين السعودية وفنلندا في عام 2017م نحو 1,662 مليون ريال سعودي وقد سجل الميزان التجاري في العام نفسه عجزاً بقيمة 1566 مليون ريال سعودي، فيما وصلت قيمة الصادرات بين البلدان إلى نحو 48 مليون ريال، في حين بلغت قيمة الواردات حوالي 1,614 مليون ريال سعودي.
ومن أبرز السلع المصدرة في 2017م:
- لدائن ومصنوعاتها.
- زجاج ومصنوعاته.
- ألومنيوم ومصنوعاته.
- عدد وأدوات من معادن عادية.
- كتب.

بينما كانت أهم السلع المستوردة لعام 2017م:
- أجهزة ومعدات كهربائية وأجزاؤها.
- آلات وأدوات آلية وأجزاؤها.
- ورق وورق مقوى.
- حبوب.[2]